# Clephydroneura sundaica
Clephydroneura sundaica là một loài ruồi trong họ Asilidae. Clephydroneura sundaica được Jaennicke miêu tả năm 1867. Loài này phân bố ở miền Ấn Độ - Mã Lai.